# Romrod
Romrod é um município da Alemanha, situado no distrito de Vogelsberg, no estado de Hesse. Tem 102 km² de área, e sua população em 2019 foi estimada em 2.627 habitantes.